# Chitek Lake 191
Chitek Lake 191 är ett reservat i Kanada.   Det ligger i provinsen Saskatchewan, i den centrala delen av landet, 2 500 km väster om huvudstaden Ottawa. Chitek Lake 191 ligger vid sjön Edward Lake.
Omgivningarna runt Chitek Lake 191 är en mosaik av jordbruksmark och naturlig växtlighet. Trakten runt Chitek Lake 191 är nära nog obefolkad, med mindre än två invånare per kvadratkilometer.